# Esmee Brugts
Esmee Brugts (Heinenoord, 28 juli 2003) is een Nederlands voetballer die als aanvaller speelt voor het Spaanse Barcelona Femení. Op 16 februari 2022 maakte ze haar debuut voor het Nederlands vrouwenelftal.

## Spelerscarrière
Brugts behaalde haar Havodiploma aan het Hoeksch Lyceum in Oud-Beijerland. Ze voetbalde in haar woonplaats bij FC Binnenmaas en daarvoor bij SV Heinenoord. Sinds seizoen 2020/21 speelde zij voor PSV in de Vrouwen Eredivisie. In de wedstrijd voor de Eredivisie Cup scoorde zij haar eerste doelpunt voor de Eindhovenaren.
Op 22 augustus 2023 werd bekend dat Brugts de overstap had gemaakt naar Barcelona Femení, waar ze een vierjarig contract tekende. Ze scoorde haar eerste doelpunten voor Barcelona met een hattrick in acht minuten tegen Eibar op 9 december 2023.

## Statistieken
| Seizoen | Club   | Land      | Competitie         | Wedstrijden | Doelpunten |
| ------- | ------ | --------- | ------------------ | ----------- | ---------- |
| 2020/21 | PSV    | Nederland | Vrouwen Eredivisie | 18          | 3          |
| 2021/22 | PSV    | Nederland | Vrouwen Eredivisie | 21          | 4          |
| 2022/23 | PSV    | Nederland | Vrouwen Eredivisie | 15          | 8          |
| Totaal  | Totaal | Totaal    | Totaal             | 54          | 15         |

Laatste update: april 2022

## Interlands
Brugts kwam uit voor Oranje O15, O16, O17, O18, O19, de Jong OranjeLeeuwinnen en maakte op 16 februari 2022 haar debut voor Oranje. Op 23 juli 2023 maakte zij haar debuut op een eindronde. Op het Wereldkampioenschap in Australië en Nieuw-Zeeland startte zij in de basis tegen Portugal. Tegen Het Vietnamees voetbalelftal scoorde zij op 1 augustus 2023 haar eerste en tweede doelpunt op een eindronde.

### Interlandgoals
| Goal | Datum            | Locatie                                     | Tegenstander | Score | Uitslag | Competitie                                                                  |
| ---- | ---------------- | ------------------------------------------- | ------------ | ----- | ------- | --------------------------------------------------------------------------- |
|      |                  |                                             |              |       |         |                                                                             |
| 1.   | 8 april 2022     | Euroborg, Groningen, Nederland              | Cyprus       | 12-0  | 12-0    | Wereldkampioenschap voetbal vrouwen 2023 (kwalificatie UEFA)                |
| 2.   | 6 september 2022 | Stadion Galgewaard, Utrecht, Nederland      | IJsland      | 1-0   | 1-0     | Wereldkampioenschap voetbal vrouwen 2023 (kwalificatie UEFA)                |
| 3.   | 11 november 2022 | Stadion Galgewaard, Utrecht, Nederland      | Costa Rica   | 4-0   | 4-0     | Wereldkampioenschap voetbal vrouwen 2023 (kwalificatie UEFA) Oefeninterland |
| 4.   | 21 februari 2023 | National Stadium, Ta' Qali, Malta           | Oostenrijk   | 0-4   | 0-4     | Wereldkampioenschap voetbal vrouwen 2023 (kwalificatie UEFA) Oefeninterland |
| 5.   | 1 augustus 2023  | Forsyth Bar Stadium, Dunedin, Nieuw-Zeeland | Vietnam      | 0-3   | 0-7     | Wereldkampioenschap voetbal vrouwen 2023                                    |
| 6.   | 1 augustus 2023  | Forsyth Bar Stadium, Dunedin, Nieuw-Zeeland | Vietnam      | 0-6   | 0-7     | Wereldkampioenschap voetbal vrouwen 2023                                    |

## Erelijst

### Persoonlijk
- Johan Cruijff Talent van het Jaar (1): 2022/23

1: Van Domselaar ·
2: Wilms ·
3: Van der Gragt ·
4: Nouwen ·
5: Dongen ·
6: Roord ·
7: Beerensteyn ·
8: Spitse ·
9: Snoeijs ·
10: Van de Donk ·
11: Martens · 12: Bayings · 13: R. Jansen · 14: Groenen · 15: Dijkstra · 16: Kop · 17: Pelova · 18: Casparij · 19: Kaptein · 20: Janssen · 21: Damaris · 22: Brugts · 23: Weimar · Coach: Jonker
1 Evrard ·
2 Thrige ·
3 Hendriks ·
4 Buurman ·
5 Bross ·
6 Folkertsma ·
9 Smits ·
10 Ripa ·
11 Jansen ·
14 Strik ·
16 Alkemade ·
17 Jacobs ·
18 Dessing ·
19 Stoit ·
20 Nijstad ·
21 Lacroix ·
22 Derks ·
23 Kemper-Moorrees ·
24 Henschen ·
25 Frijns ·
26 Biegel Esteves ·
27 Xhemaili ·
29 Kalma ·
30 Verheijen ·
Coach: Ten Berge
· Assistent-coach: Van Dael